# NGC 834
NGC 834 ist eine Spiralgalaxie vom Hubble-Typ Sbc im Sternbild Andromeda am Nordsternhimmel. Sie ist schätzungsweise 211 Millionen Lichtjahre von der Milchstraße entfernt und hat einen Durchmesser von etwa 65.000 Lichtjahren.
Im selben Himmelsareal befinden sich u. a. die Galaxien NGC 818, NGC 828, NGC 841, NGC 845.
Das Objekt wurde am 21. September 1786 von dem deutsch-britischen Astronomen William Herschel entdeckt.